# Karl Johann Pauly
Karl Johann Pauly (* 16. Dezember 1904 in Wiesbaden; † 24. Dezember 1970 ebenda) war ein hessischer Politiker (CDU) und ehemaliger Abgeordneter der Verfassungberatenden Landesversammlung, des Vorgängers des Hessischen Landtags.
Karl Johann Pauly besuchte das Gymnasium und die Baugewerkschule. Anschließend arbeitete er als Architekt. Nach dem Tod des Vaters übernahm er mit 20 Jahren den elterlichen Malerbetrieb. Er war ab 1945 Obermeister der Malerinnung Wiesbaden. Später war er Vorstand des Landesinnungsverbandes, Aufsichtsratsvorsitzender der Maler-Einkaufsgenossenschaft und der Baugemeinschaft Wiesbaden. Er war Mitglied des Haus- und Grundbesitzervereins.
Ab Dezember 1945 war Karl Johann Pauly Mitglied der CDU. Er gehörte lange Zeit der Stadtverordnetenversammlung an.
Vom 26. Februar 1946 bis zum 14. Juli 1946 war Karl Johann Pauly Mitglied des ernannten Beratenden Landesausschusses und vom 15. Juli 1946 bis zum 30. November 1946 der Verfassungberatenden Landesversammlung Groß-Hessens.